# Kata-viri
Kata-viri (Kâta-vari) es un dialecto del idioma kamkata-viri hablado por los Kata en partes de Afganistán y Pakistán. Los nombres alternativos más utilizados son Kati, Kativiri o Bashgali.
Lo hablan aproximadamente 40.000 personas (principalmente en Afganistán, poco más de 3.700 en Pakistán) y sus hablantes son musulmanes. Las tasas de alfabetización son bajas: menos del 1 % para las personas que la tienen como primera lengua, y entre el 15 % y el 25 % para las personas que la tienen como segunda lengua.
Hay dos subdialectos principales: Kata-viri oriental y Kata-viri occidental. En Afganistán, el kata-vari occidental se habla en los valles de Ramgal, Kulam, Ktivi y Paruk de Nuristán. El Kata-vari oriental se habla en la parte superior del valle Landai Sin. En Pakistán, el Kata-vari oriental o Shekhani se habla en el distrito de Chitral, en Gobor y en el alto valle de Bumboret.

## Fonológia

### Consonantes
|                   |                   | Labiales | Dentales/ Alveolares | Palato- alveolar | Retroflejas | Palatales | Velares |
| ----------------- | ----------------- | -------- | -------------------- | ---------------- | ----------- | --------- | ------- |
| Oclusivas         | Sordas            | p        | t                    |                  | ʈ           |           | k       |
| Oclusivas         | Sonoras           | b        | d                    |                  | ɖ           |           | ɡ       |
| Africadas         | Sordas            |          | t͡s                   | t͡ʃ               | t͡ʂ          |           |         |
| Africadas         | Sonoras           |          |                      | d͡ʒ               | d͡ʐ          |           |         |
| Fricativas        | Sordas            | (f)      | s                    | ʃ                | ʂ           |           | (x)     |
| Fricativas        | Sonoras           | v        | z                    | (ʒ)              | ʐ           |           | (ɣ)     |
| Nasales           | Nasales           | m        | n                    |                  | ɳ           |           | ŋ       |
| Vibrantes simples | Vibrantes simples |          | ɾ                    |                  | (ɽ)         |           |         |
| Aproximantes      | laterales         |          | l                    |                  |             |           |         |
| Aproximantes      | centrales         |          |                      |                  | ɻ           | (j)       |         |

- Los sonidos /ʒ ɽ ɣ/ provienen de lenguas vecinas. /fx/ se toman prestados de préstamos.
- /ʈ/ también se puede escuchar como alófono [ɽ].

[j] se escucha como un alófono de /i/.
- /v/ también se puede escuchar como bilabial [β] o labial aproximante [w].

### Vocales
|         | Anteriores | Centrales | Posteriores |
| ------- | ---------- | --------- | ----------- |
| Cerrada | i          | ə         | u           |
| Media   | e          | ə         | o           |
| Abierta |            | a         |             |

- La /ə/ media se puede escuchar como una [ɨ] central cercana.

## Vocabulario

### Pronombres
| Person | Person | Nominativo | Accusativo | Genitivo |
| ------ | ------ | ---------- | ---------- | -------- |
| 1st    | sg.    | uze        | ie         | iema     |
| 1st    | pl.    | imu        | imu        | imu      |
| 2nd    | sg.    | tiu        | tu         | tuma     |
| 2nd    | pl.    | šo         | šo         | šo       |

### Números
1. ev
2. diu
3. tre
4. štavo
5. puč
6. ṣu
7. sut
8. uṣṭ
9. nu
10. duć